# Ambroży Skopowski
Jan Ambroży ze Skobni Skopowski herbu Jastrzębiec (ur. 1631, zm. 9 grudnia 1705 w Jędrzejowie) – spowiednik i kapelan Jana III Sobieskiego, dominikanin.
Wstąpił do dominikanów w 1648 roku. Przy wsparciu wojewody ruskiego Stanisława Jana Jabłonowskiego założył w 1678 roku klasztor Kongregacji Obserwantów św. Ludwika Bertranda we Lwowie, których został wikarym generalnym. Towarzyszył królowi na wyprawę wiedeńską. 